# Донецкий Иверский монастырь
Донецкий Иверский монастырь (укр. Донецький Іверський монастир) — женский монастырь Донецкой епархии украинской православной церкви Московского Патриархата, расположенный на севере Киевского района Донецка, недалеко от донецкого аэропорта.
Сильно пострадал в 2014 году в ходе войны на востоке Украины.

## История

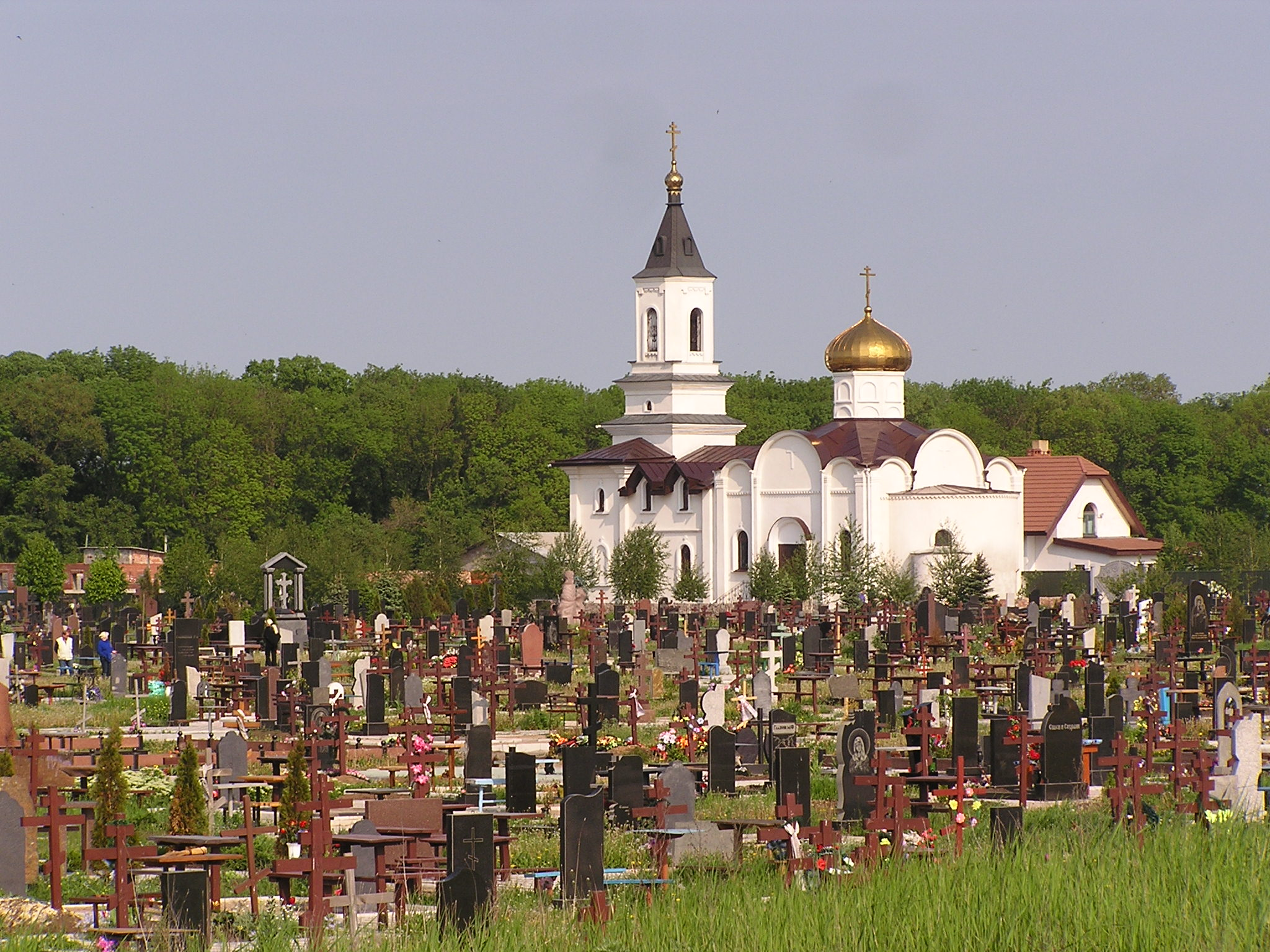
Кладбище и Свято-Иверский храм. За храмом виден сестринский корпус

Монастырь был открыт в декабре 2001 года при кладбищенском храме в честь Иверской иконы Божией Матери как подворье Свято-Никольского женского монастыря.
В декабре 2002 года монастырь получил самостоятельный статус решением Священного синода Украинской православной церкви Московского патриархата.
На начало 2010-х годов монастырь состоял из Свято-Иверского храма с колокольней, сестринского корпуса и хозяйственных помещений. В монастыре был фруктовый сад и ягодник, часть растений для которого была пожертвована Донецким ботаническим садом.
В монастыре хранился список Иверской иконы Божией Матери, который был написан на горе Афон, монахом Янисом из русского Пантелеимонова монастыря. Этот список привезли в Донецк в 1999 году. До этого икона в течение полугода передвигалась крестным ходом по разным храмам.
В ходе военных действий на востоке Украины, в частности из-за непосредственной близости к аэропорту «Донецк», за который шли бои с мая 2014 по январь 2015 года, монастырь был серьёзно повреждён. 

## Публикации
- Александра Хайрулина. К истории Иверского монастыря // Донбасс православный. — 2006. — Март (№ 3).